# ظهر المسجد (كعيدنة)

تعديل مصدري - تعديل

ظهر المسجد هي إحدى قرى عزلة الغربي بمديرية كعيدنة التابعة لمحافظة حجة، بلغ تعداد سكانها 183 نسمة حسب تعداد اليمن لعام 2004.